# Teatrul pentru Copii și Tineret „Vasilache” din Botoșani
Teatrul pentru Copii și Tineret „Vasilache” din Botoșani a fost înființat la 1 mai 1953 prin decizia administrației publice a orașului, primul director fiind regretatul Max Weber. La început s-a numit, în nota epocii, „CRAVATA ROȘIE”, dar din anul 1973, teatrul a preluat numele unei cunoscute păpuși românești, „VASILACHE”. Cea dintâi premieră a avut loc la data de 25 iunie 1953, cu spectacolul „Micul gâscănel”, în regia Floricăi Teodoru și scenografia lui Tache Dobrescu.

## Istoric

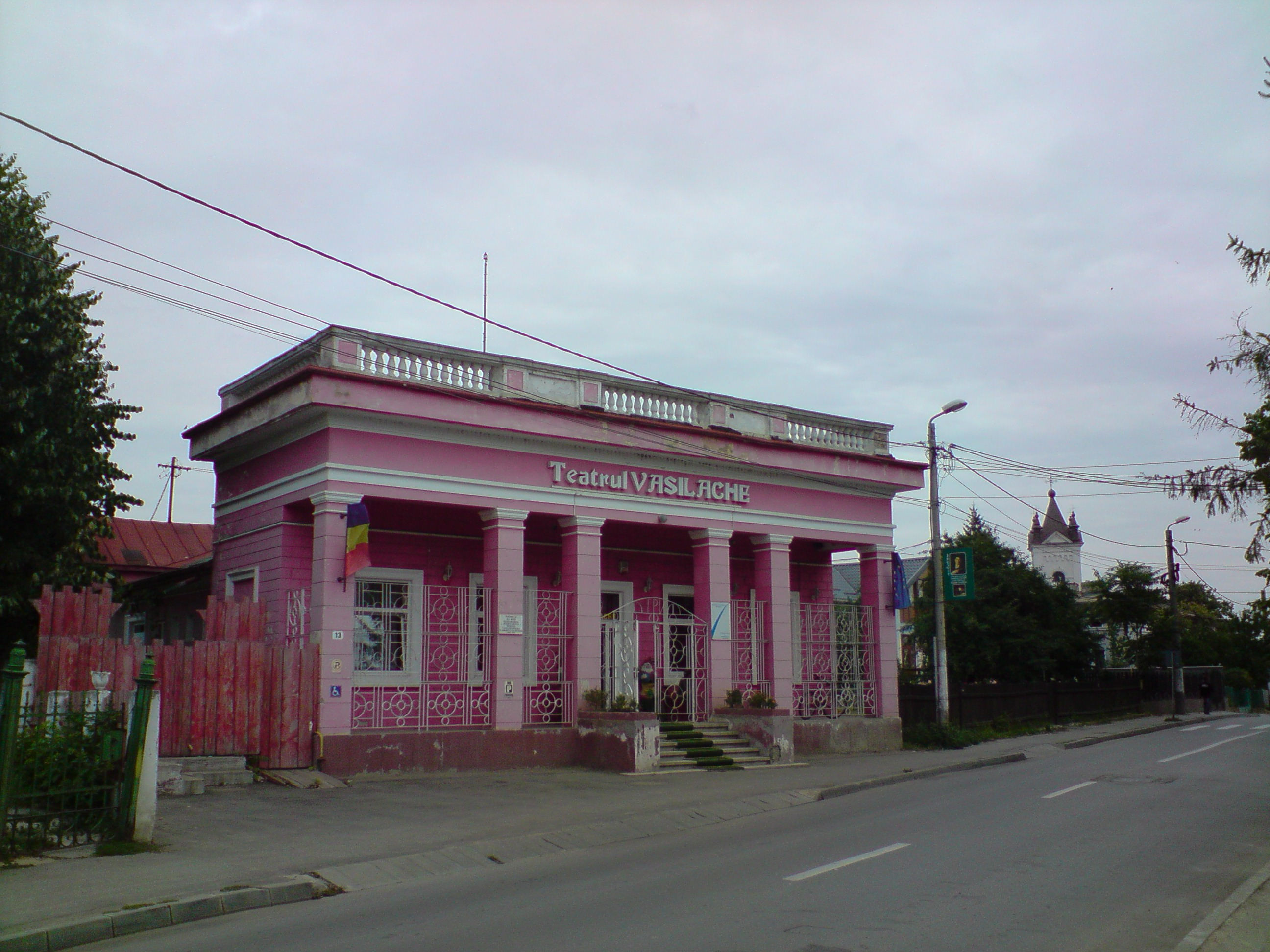
Teatrul pentru Copii și Tineret "Vasilache"

Începând cu anul 1953, repertoriul teatrului a inclus lucrări originale, dar și multe adaptări după basme și opere literare românești sau străine. Astfel, se regăsesc prelucrări după Creangă, Eminescu, Sadoveanu, Cezar Petrescu, Victor Eftimiu, Gellu Naum, apoi Swift, Pușkin, Kipling, Oscar Wilde, chiar Shakespeare, Homer, Aristofan, fără să lipsească Frații Grimm, Andersen, Charles Perrault, și mulți alții.

## Spectacole de referință și premii obținute[4]
Dintre spectacolele de referință menționăm:
„PASĂREA DE AUR” - de Maxim Asenov, regia Magda Bordeianu, scenografia Maria Axenti. Distribuția: Dorica Pahon, Mihai Costăchel, Valentin Dobrescu, Dumitru Matei, Victor Luca, Mircea Onofrei. Cântelcele: Grupul folk Esain" (15 septembrie 1977)
„SOARELE FURAT” - de Maxim Asenov, scenografia Mircea Nicolau, regia Ion Puiu Stoicescu, muzica de Cornel Fugaru, (1981), o adevărată operă cu păpuși
„AVENTURILE UNEI MICI VRĂJITOARE”- de Ottfired Preussler, regia Liviu Steciuc, scenografia Simo Eniko (1983)
„POVESTIRI DE BUZUNAR”- regia Liviu Steciuc (1985)
Muzicanții din Bremen - regia, scenografia, construcția păpușilor Valentin Dobrescu, distribuția Victor Luca și Ibica Leonte
„LUCEAFĂRUL”- de Mihai Eminescu, regia și scenografia Dan Frăticiu (1989) – un poem în imagini de o mare expresivitate care a dus la obținerea de numeroase premii de către realizatorii săi 
„OAMENI ȘI COPII” – regia Marius Rogojinschi, scenografia Valentin Dobrescu și Mihai Pastramagiu, mișcare scenică Delia Olteanu (1992)
„ADAM ȘI EVA” – regia Valentin Dobrescu, scenografia Mihai Pastramagiu și   Valentin Dobrescu (1994)
„PRINȚESA VRĂJITĂ”- de Ladislau Dvorschi, regia Valentin Dobrescu, scenografia Mihai Pastramagiu (1997)
„JAZZ FANTASY” – regia și ilustrația muzicală (teme clasice de jazz) Marius Rogojinschi, scenografia Mihai Pastramagiu, mișcare scenică Delia Olteanu (1998)
„DESEN ANIMAT” – regia și scenografia Valentin Dobrescu (2000)
„VISUL UNEI NOPȚI DE VARĂ” – de William Shakespeare, adaptare de Ion Sapdaru, regia artistică și ilustrația muzicală Ion Sapdaru, scenografia și costumele Mihai Pastramagiu. (2004)
„PINOCCHIO RĂMÂNE LA ȘCOALĂ?” – de Ibica  Leonte, Mihaela Nistorică, Marius Rusu, muzica: Constantin Panaite; scenografia: Marius Rogojinschi și Mihai Pastramagiu, Regia: Marius Rogojinschi (2006)
„O MINUNE ÎNTR-UN LAN DE SOARE” – de Ion Sapdaru;  scenografia: Gelu Rîșca. compilația muzicală: Ion Sapdaru; consultant artistic: Marius Rogojinschi; (2007)
„GHIOCELUL ȘI OMUL DE ZĂPADĂ” - , regia adaptarea textului și ilustrația muzicală: Marius Rogojinschi, scenografia: Mihai Pastramagiu și Marius Rogojinschi (2008)
„CAPRA CU TREI IEZI” - adaptare după Ion Creangă, dramatizare și regie de Mihai Donțu. Premiera a avut loc în 2015. 
„SOACRA CU TREI NURORI” - adaptare după Ion Creangă, dramatizare și regie de Mihai Donțu. Premiera a avut loc pe 15 mai 2016.  A participat la Festivalul International de Teatru pentru Copii „Arlechino - Caravana Povestilor” Brașov, 2017.
„SCUFIȚA ROȘIE” - adaptare după Charles Perrault, dramatizare și regie de Mihai Donțu. Premiera a avut loc pe 19 noiembrie 2017. 

### Distincții obținute între anii 1974–2008
1974
- Premiul special pentru interpretare actorului Sergiu Grigore pentru rolul „Stan Pățitul” la Festivalul Național al Teatrelor de Păpuși de la Bacău
- Mențiune pentru spectacolul „Lumea unei vrăjitoare”, regia, scenografia și muzica Tache Dobrescu la Festivalul „Lumea Păpușilor” de la Sinaia

1978
- Premiul de interpretare pentru rolul „Împăratul” actorului Sergiu Grigore din spectacolul „Soarele furat” de Maxim Asenov, regizor Ion Puiu Stoicescu la Festivalul Internațional „Delfinul de Aur” Varna, Bulgaria

1979
- Premiul II pentru recitalul „Suflet de păpușar” actorului Sergiu Grigore, regizor Ion Puiu Stoicescu la Concursul Național al Păpușarilor, București

1980
- Marele premiu actorilor Gabriela Nistorică și Iuliu Bocoș pentru recitalul „Oul discordiei”, regizor Ion Puiu Stoicescu la Gala Națională a Recitalurilor Păpușărești, Botoșani, Ediția I

1981
- Premiul IV pentru recitalul „Oul discordiei”, regizor Ion Puiu Stoicescu la Concursul Național al Păpușarilor, București

1983
- Premiul I pentru rolul  „Crenguța”, actriței Gabriela Nistorică la Concursul Național al Păpușarilor, București
- Premiul III pentru spectacolul „Crenguța”, regia Kovacs Ildico la Concursul Național al Păpușarilor, București

1985
- Premiu III pentru spectacolul „Povestiri de buzunar”, regia Liviu Steciuc la Festivalul Național al Teatrelor de Păpuși „Ion Creangă”, Bacău

1988
- Premiul I actriței Gabriela Nistorică pentru recitalul „Suflet de copil”, regizor Gabriela Nistorică la Gala Internațională a Recitalurilor Păpușărești, ediția a II-a, Botoșani

1989
- Premiul I pentru regia și scenografia spectacolului „Luceafărul”, regizor și scenograf Dan Frăticiu la Concursul Național al Păpușarilor, București

1992
- Premiul I pentru spectacolul „Oameni și copii”, interpreți Mihaela Ștempel și Cristinel Onofrei, regia Marius Rogojinschi la Gala Internațională a Recitalurilor Păpușărești, Botoșani, ediția a III-a
- Premiul special al juriului pentru regie și opțiune repertorială, regizor Marius Rogojinschi la Gala Internațională a Recitalurilor Păpușărești, Botoșani, ediția a III-a
- Mențiunea I pentru recitalul „Pianistul” de Valentin Dobrescu, interpreți Aurica Dobrescu și Mihai Costăchel, regia Valentin Dobrescu la Gala Internațională a Recitalurilor Păpușărești, Botoșani, ediția a III-a
- Premiul I – Secțiunea pentru copii – spectacolul „Oameni și copii”, interpreți Mihaela Ștempel și Cristinel Onofrei, regizor Marius Rogojinschi la Festivalul Internațional de Teatru pentru Copii și Tineret, Lugano, Elveția[10]

1994
- Marele premiu pentru recitalul „Adam și Eva”, de Valentin Dobrescu,  interpreți Aurica Dobrescu și Mihaela Nistorică, regizor Valentin Dobrescu la Gala Internațională a Recitalurilor Păpușărești, Botoșani, ediția a IV-a
- Premiul pentru regie, recitalul „Jurnalul lui Apolodor”, regizor Marius Rogojinschi la Gala Internațională a Recitalurilor Păpușărești, Botoșani, ediția a IV-a

1995
- Premiul pentru regia spectacolelor „Adam și Eva” și „Man show”, regizor Valentin Dobrescu la Festivalul Național „Gulliver”, Galați

1996
- premiul pentru debut actorilor Marius Rusu și Valentin Ligi pentru  recitalul „Poveste” Gala Internațională a Recitalurilor Păpușărești, Botoșani, ediția a III-a
- Premiul pentru regia spectacolului „Povestea Cenușăresei și a Motanului Încălțat” ,regia Gabriela Nistorică la Festivalul Național „Gulliver”, Galați
- Premiu pentru spectacolul „Povestea Cenușăresei și a Motanului Încălțat”, regia Gabriela Nistorică la Festivalul Național „Gulliver”, Galați
- Premiul pentru cea mai expresivă păpușă – scenografului Mihai Pastramagiu pentru păpușa „Vrăjitorul” din spectacolul „Prințesa vrăjită” la Festivalul Național „Gulliver”, Galați

1998
- Premiul pentru scenografia spectacolului „O poveste, două, trei, cu roboți și roboței”, scenograf Mihai Pastramagiu la Festivalul Național al Teatrelor de Păpuși „Ion Creangă”, Bacău
- Premiul I pentru cel mai bun recital „Podul cu păpuși”, regizor Valentin Dobrescu la Gala Internațională a Recitalurilor Păpușărești – ediția a VI-a, Botoșani
- Diploma pentru debut actriței Mihaela Nistorică, recitalul „Rază de soare” la Gala Internațională a Recitalurilor Păpușărești – ediția a VI-a, Botoșani

1999
- Premiul de interpretare colectivă pentru spectacolul „Fantezii de jazz” la Festivalul Național „Gulliver”, Galați

2000 
- Premiul pentru inovații în arta animației spectacolului „Aventurile lui Chiț”, regizor Valentin Dobrescu la Festivalul Internațional „Sub căciula lui Guguță, Chișinău, Republica Moldova
- Premiul pentru contribuția avută în dezvoltarea artei animației, regizorului Valentin Dobrescu la Festivalul Internațional „Sub căciula lui Guguță, Chișinău, Republica Moldova
- Marele premiu pentru spectacolul „Asmodee sau Diavolul șchiop”, de Valentin Dobrescu la Festivalul Național al Teatrelor de Păpuși „Ion Creangă”, Bacău
- Premiul de interpretare masculină actorului Cristinel Onofrei pentru rolul „Asmodee” la Festivalul Național al Teatrelor de Păpuși „Ion Creangă”, Bacău
- Premii de interpretare actrițelor Aurica Dobrescu și Mihaela Nistorică pentru rolurile din spectacolul „Asmodee sau Diavolul schiop”, de Valentin Dobrescu la Festivalul Național „Gulliver”, Galați
- Marele premiu și trofeul Galei – recitalului „Desen animat”, interpreți Aurica Dobrescu, Mihaela Nistorică și Cristinel Onofrei, regizor Valentin Dobrescu la Gala Internațională a Recitalurilor Păpușărești, Botoșani, ediția a VII-a

2001
- Premiul pentru cel mai bun spectacol pentru copii cu spectacolul „Desen animat”, interpreți Aurica Dobrescu, Mihaela Nistorică și Cristinel Onofrei, regizor Valentin Dobrescu la Festivalul Internațional „Jan Bibian”, Silistra, Bulgaria

2002
- Premiul pentru animație în arta păpușărească cu spectacolul „Desen animat” la Festivalul Internațional al Teatrelor de Păpuși, Kragujeac, Iugoslavia
- Premiul pentru regie – Valentin Dobrescu cu spectacolul „Desen animat” la Festivalul Internațional al Teatrelor de Păpuși, Kragujeac, Iugoslavia
- Premiul pentru cel mai bun spectacol oferit de juriul copiilor pentru spectacolul „Desen animat” la Festivalul Internațional al Teatrelor de Păpuși, Kragujeac, Iugoslavia
- Premiul de excelență pentru spectacolul „Poveste cu scufița roșie”, regia Valentin Dobrescu la Festivalul Național „Constantin Tănase”, Vaslui

2003
- Premiul II pentru spectacolul „Poveste cu Scufița Roșie”, regia Valentin Dobrescu la Gala Internațională a Recitalurilor Păpușărești ediția a VIII-a, Botoșani
- PREMIUL NAȚIONAL PENTRU SPECTACOLUL DE PĂPUȘI ȘI MARIONETE „CLOVNUL”, de Valentin Dobrescu, conferit de Ministerul Culturii și Cultelor la Gala Internațională a Recitalurilor Păpușărești ediția a VIII-a, Botoșani

2004
- Premiul pentru cel mai bun spectacol de ritual – spectacolului „Povestea bradului”, regia Marius Rogojinschi  la Festivalul Internațional „Sub căciula lui Guguță, Chișinău, Republica Moldova[11]
- Premiul PUCK-ANIMAFEST – pentru spectacolul „Visul unei nopți de vară” de William Shakespeare, regia – Ion Sapdaru, scenografia Mihai Pastramagiu la Festivalul Internațional de Artă a Animației „Puck – Animafest”, Cluj-Napoca
- Premiul SOLO-PUCK – actriței Aurica Dobrescu pentru rolurile din spectacolul „Visul unei nopți de vară”, de William Shakespeare, regia Ion Sapdaru, scenografia Mihai Pastramagiu la Festivalul Internațional de Artă a Animației „Puck – Animafest”, Cluj-Napoca

2005
- Premiul colectiv realizatorilor spectacolului „Jazz Fantasy” pentru virtuozitatea folosirii procedeului black light într-un omagiu dedicat muzicii la Festivalul Internațional al Teatrelor de Păpuși și Marionete  „Puck”, Cluj-Napoca. Un spectacol de Marius Rogojinschi – coregrafia Delia Olteanu.

2006
- Premiul pentru virtuozitatea mânuirii păpușilor spectacolului „Desen animat” la Festivalul Internațional al Teatrelor de Păpuși și Marionete „Puck”, Cluj-Napoca

2007
- Premiul pentru cel mai educativ spectacol pentru copii – spectacolului „Pinocchio rămâne la școală?”, regia Marius Rogojinschi la Festivalul Internațional „Sub căciula lui Guguță”, Chișinău, republica Moldova[12]
- Diploma pentru participarea la al VIII-lea festival internațional al teatrului de păpuși pentru cei mici – spectacolului „O minune într-un lan de soare”, regia Ion Sapdaru la Festivalul Internațional „Jan Bibian”, Silistra, Bulgaria
- Premiul pentru cel mai feeric spectacol „O minune într-un lan de soare”, regia Ion Sapdaru la Festivalul Internațional „Jan Bibian”, Silistra, Bulgaria[13]
- Certificat pentru absolvirea cu succes a cursului I de la Laboratorul Teatrului Internațional „Jan Bibian”(workshop) și prezentarea excelentă în experimentul spectacolului „Ursulețul Puf”, regia Teodora Gălăbova, cu actorii Mihaela Nistorică, Liliana Postolache și Valentin Ligi în colaborare cu Turcia, Bulgaria, Republica Moldova la Festivalul Internațional „Jan Bibian”, Silistra, Bulgaria
- Mențiune pentru sincretismul mijloacelor artistice a spectacolului „O minune într-un lan de soare”, regia Ion Sapdaru la Festivalul internațional „Bucurii pentru copii”, București

2008
- Spectacolul  „O minune într-un lan de soare”, regia Ion Sapdaru la „Festivalul Internațional Trac de Teatru de Păpuși”, LÜLEBURGAZ, EDIRNE, KÝRKLARELI,  ÇORLU, Republica Turcia
- Trofeul de participare la Festival cu spectacolul „Pinocchio rămâne la școală?”, regia Marius Rogojinschi la Festivalul Internațional de Teatru pentru Copii și Tineret „Luceafărul” Iași 2008, ediția I, Iași
- Mențiune pentru calitatea poetică a discursului scenic a spectacolului „Ghiocelul și Omul de zăpadă”, regia Marius Rogojinschi la Festivalul Internațional „Puck Animafest”, Cluj-Napoca
- Diplomă pentru transparența poetică a montării a spectacolului „Ghiocelul și Omul de Zăpadă”, regia Marius Rogojinschi la Festivalul Internațional al Teatrului de Animație „Bucurii pentru copii – spectacole de colecție”, București, ediția a IV-a[14]

## Turnee externe
În anul 1971 în Albania la Tirana, Dures și Vlora Berati;
În anul 1978 în Bulgaria la Varna;
În anul 1984 în Iugoslavia la Sibenic;
În anul 1989 în Ucraina la Cernăuți;
În anul 1990 în Franța la Orvault și în Republica Moldova la Chișinău;
În anul 1991 în Ucraina la Cernăuți;
În anul 1992 în Elveția la Ascona și Lugano;
În anul 1993 în Franța la Belfort, Italia la San Mignato și în Spania la Tolosa;
În anul 1994 în Franța la Belfort;
În anul 1995 în Albania la Tirana, în Franța la Belfort și în Republica Moldova la Chișinău;
În anul 1996 în Franța la Belfort;
În anul 1998 în Franța la Belfort și în Republica Moldova la Chișinău;
În anul 1999 în Croația la Rijeka și în Republica Moldova la Chișinău;
În anul 2000 în Republica Moldova la Chișinău;
În anul 2001 în Bulgaria la  Silistra, în Iugoslavia la Subotica și în Franța la Belfort, Ranchin și Lens;
În anul 2002 în Iugoslavia la Kragujevac;
În anul 2004 în Republica Moldova la Chișinău;
În anul 2007 în Republica Moldova la Chișinău;
În anul 2007 în Bulgaria la Silistra;
În anul 2008 în Republica Turcia la LÜLEBURGAZ, EDIRNE, KÝRKLARELI și  ÇORLU.

## Trupa teatrului în anul 2008
Gabriela Nistorică – actriță - societar de onoare
Mihai Costăchel – actor - societar de onoare
Alexandru Brumă – actor - societar de onoare
Aurica Dobrescu – actriță
Ibica Leonte – actriță
Mihaela Nistorică – director adjunct, consultant artistic
Mihaela Ștempel – actriță
Daniela Bucătaru - actriță
Ramona Hriscu  - actriță
Ancuța Ștefan - actriță
Claudiu Gălățeanu  - actor
Tudor Rotaru  - actor
Lurențiu Vasilache - actor
Florin Iftode – actor       
Valentin Ligi – actor
Marius Rusu – actor
Valentin Dobrescu – regizor artistic 
Mihai Pastramagiu – scenograf
Marius Rogojinschi – manager interimar